# Leopold Josef Künigl
Leopold Josef hrabě Künigl (německy Leopold Joseph Graf Künigl, Freiherr von Ehrenburg und Warth) (12. června 1688 Innsbruck – 17. listopadu 1727 Praha) byl rakousko-český šlechtic. Pocházel z Tyrolska, díky sňatku přesídlil do Čech, kde byl majitelem panství Lnáře a realizoval barokní úpravy na zámku. Stal se zakladatelem české linie Küniglů, která vymřela v roce 1870.

## Životopis

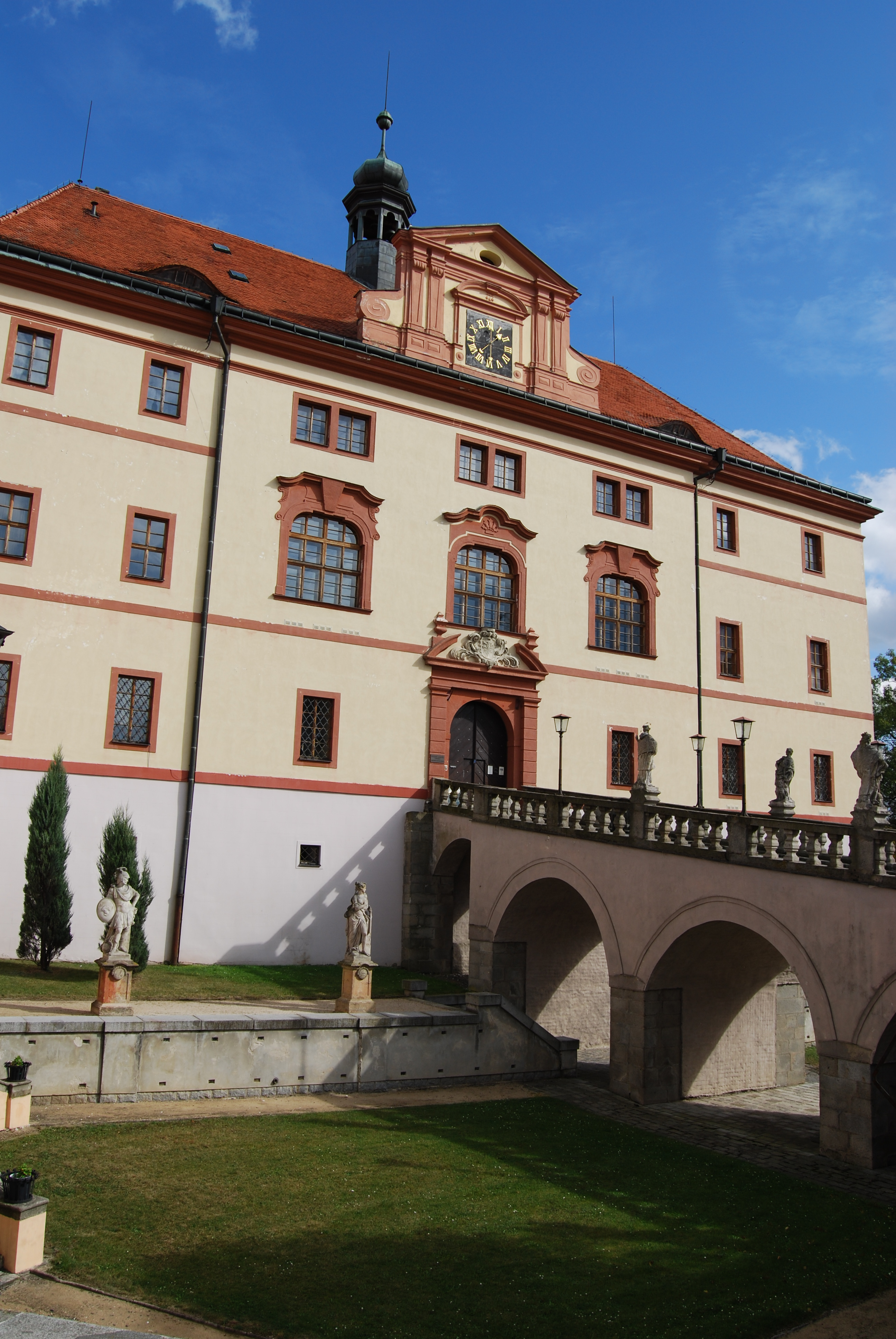
Zámek Lnáře

Pocházel ze starého šlechtického rodu z Tyrolska, který byl v roce 1662 povýšen do hraběcího stavu spolu s dědičnou hodností nejvyššího stolníka v Tyrolsku. Narodil se jako nejstarší syn dlouholetého tyrolského zemského hejtmana hraběte Šebestiána Jana Künigla (1663–1739) a jeho manželky Marie Anny, rozené hraběnky Mauléon de Tassigny (1666–1740). Vyrůstal v Tyrolsku, ale po sňatku přesídlil do Čech a stal se zakladatelem rodové linie označované jako česká. Byl jmenován císařským komorníkem a radou apelačního soudu, v roce 1713 mu byl potvrzen hraběcí titul pro České království, při příležitosti korunovace Karla VI. českým králem byl v roce 1723 v Praze pasován na svatováclavského rytíře. Zajímal se o českou historii a ovládal češtinu. Spolu s první manželkou navázal na aktivity svého tchána Tomáše Zachea Černína a podporoval chod augustiniánského kláštera ve Lnářích. Zemřel náhle v Praze v listopadu 1727 ve věku 39 let, pohřben byl v klášterním kostele Nejsvětější Trojice ve Lnářích.

## Rodinné a majetkové poměry
V roce 1712 se v Innsbrucku oženil s hraběnkou Marií Josefou Černínovou z Chudenic (1690–1726), dcerou českého místokancléře Tomáše Zachea Černína. Marie Josefa byla po otci spoludědičkou panství Lnáře, které patřilo k velkým pozemkovým celkům v jižních Čechách (k panství náležela dvě městečka, třicet vesnic a rozsáhlá soustava rybníků). Marie Josefa vedla se svými sestrami Marií Gabrielou a Marií Aloisií spor o tento majetek odhadnutý v roce 1712 na částku 362 000 zlatých. Leopold Künigl nakonec vyplatil podíly sester své manželky a stal se jediným majitelem lnářského panství (k úplnému vyrovnání došlo až v roce 1723). Marie Josefa zemřela náhle na mrtvici během čtvrtého těhotenství v roce 1726 a byla pohřbena v klášterním kostele Nejsvětější Trojice ve Lnářích.
Krátce po ovdovění se Leopold Josef rozhodl pro druhý sňatek s hraběnkou Aloisií Lažanskou z Bukové (1705–1778), která byla neteří jeho švagra Václava Josefa Lažanského a Marie Gabriely Černínové. Před plánovaným sňatkem nechal Leopold v roce 1727 provést nákladné stavební úpravy na zámku ve Lnářích, jehož bezprostřední okolí bylo obohaceno řadou barokních soch světců a antických bohů, dosavadní dřevěný padací most byl nahrazen kamenným. Nákladná svatba s Aloisií Lažanskou se konala 25. srpna 1727 v poutním místě Svatá Hora u Příbrami, již necelé tři měsíce poté ale Leopold Josef zemřel. Vdova Aloisie se poté ještě dvakrát provdala (František Václav Rajský z Dubnic, Ferdinand Maxmilián z Morzinu), stala se dámou Řádu hvězdového kříže a později byla majitelkou panství Osek.
Z manželství s Marií Josefou Černínovou měl tři děti, z nichž dcera Marie Kateřina (1724–1758) se provdala za hraběte Jana Nepomuka Trappa. Starší syn Václav Josef (1715–1737) byl předurčen k převzetí dědictví, ale nešťastnou náhodou se utopil v řece Inn. Nástupcem byl pak mladší syn Šebestián František (1720–1783), který později prodal Lnáře a přesídlil na menší panství Bezděkov.
Z Leopoldových mladších sourozenců vynikl Jan Filip Josef (1696–1770), který byl vychovatelem a nejvyšším hofmistrem arcivévody Leopolda a rytířem Řádu zlatého rouna. Jejich strýc Kašpar Ignác Künigl (1671–1747) byl knížetem-biskupem v Brixenu.